# Granja (Oimbra)
Granja (llamada oficialmente San Xoán da Granxa) es una parroquia y un lugar del municipio español de Oimbra, en la provincia de Orense, Galicia.

## Toponimia
La parroquia también es conocida por el nombre de San Juan de Granja.

## Organización territorial
La parroquia está formada por dos entidades de población:
- As Casas dos Montes
- A Granxa

## Demografía

### Parroquia
| Gráfica de evolución demográfica de Granja (parroquia) entre 2000 y 2023 |
|                                                                          |
| Datos según el nomenclátor publicado por el INE.                         |

### Lugar
| Gráfica de evolución demográfica de A Granxa (lugar) entre 2000 y 2023 |
|                                                                        |
| Datos según el nomenclátor publicado por el INE.                       |